# Halterner Jahrbuch
Das Halterner Jahrbuch war ein heimatkundliches und heimatgeschichtliches Jahrbuch für die Stadt Haltern am See, das für die Jahre von 1987 bis 2021 erschien.

## Geschichte
Das Halterner Jahrbuch wurde in den Anfangsjahren von einem Redaktionsteam und ab 1994 von dem Halterner Heimatforscher Uli Backmann eigenverantwortlich herausgegeben. Es enthielt vorwiegend Beiträge zum Thema Haltern von verschiedenen Autoren. Die Artikel waren zum größten Teil in hochdeutscher Sprache verfasst, zum kleineren Teil auch in plattdeutscher Sprache, zum Teil behandelten sie die Lage des Plattdeutschen. Die Themen umfassten Orts- und Heimatgeschichte und darüber hinausgehend ebenso Beiträge zum Münsterland und Westfalen, Kultur, Literatur, Natur und Umwelt, dazu Berichte über Rekorde, Jubiläen, Vereine und Vereinsleben usw.
Das Jahrbuch erschien jeweils im Dezember des vorangehenden Jahres. Als erstes erschien Ende 1986 das Halterner Jahrbuch 1987. Nur das Jahrbuch 2017 fiel aus. Die Reihe wurde mit dem Jahrbuch 2021 mangels Mitarbeitern eingestellt. Die Auflage betrug zuletzt gut 1200 Stück, bei einem Umfang von jeweils etwa 200 Seiten.